# むかわ穂別インターチェンジ
むかわ穂別インターチェンジ（むかわほべつインターチェンジ）は、北海道勇払郡むかわ町穂別長和（おさわ）にある道東自動車道のインターチェンジ。

## 歴史
- 2011年（平成23年）10月29日：夕張IC - 占冠IC間の開通に伴い供用開始[2]。
- 2013年（平成25年）7月1日：料金所にETCレーンを設置。[要出典]

## 周辺
- 穂別ダム（穂別川）
- 奥穂別八幡宮
- オサワ信号場

## 接続する道路
- 直接接続
  - 北海道道1165号むかわ穂別インター線

- 間接接続
  - 国道274号

## 隣
E38 道東自動車道
(3) 夕張IC - (4) むかわ穂別IC - (5) 占冠IC